# Tim Holler
Tim Holler, né le 23 février 1991 en Allemagne, est un joueur de beach-volley allemand. Il a notamment remporté un tournoi Open dès sa première année professionnelle.

## Carrière

### Les débuts
Tim Holler commence à pratiquer le beach-volley en 2011, participant à des tournois régionaux dans le sud de l'Allemagne.
Il apparaît sur le Circuit professionnel du FIVB Beach Volley World Tour début 2014, à l'âge de 23 ans. Il s'associe dès ses débuts avec son compatriote Jonas Schröder. La paire remporte une médaille d'or, deux d'argent et une de bronze sur le circuit allemand.

### Le déclic de l'année 2014
Le duo allemand remporte la médaille d'or au Championnat du monde universitaire de beach volley courant 2014. Holler-Schröder remportent leur première médaille sur le Circuit professionnel en décembre 2014. Toujours associé à Jonas Schröder, Tim Holler gagne l'Open de Doha, battant en finale la paire canadienne Binstock-Schachter en deux sets secs (21-18, 21-13).

## Palmarès

### Jeux olympiques d'été
- Aucune performance significative à ce jour...

### Championnats du Monde de beach-volley
- Aucune performance significative à ce jour...

### Championnats d'Europe de beach-volley
- Aucune performance significative à ce jour...